# Triple Écho
Pour plus de détails, voir Fiche technique et Distribution.
Triple Écho (The Triple Echo) est un film britannique réalisé par Michael Apted et sorti en 1972. Il s'agit de l'adaptation d'un roman court de Herbert Ernest Bates.

## Synopsis
En Angleterre pendant la Seconde Guerre mondiale, le caporal Barton tombe amoureux d'une veuve nommée Alice Charlesworth. Il refuse alors de retourner au front. Il se déguise alors en femme et se fait passer pour la sœur d'Alice, « Cathy ». Barton prend plaisir à ses nouveaux atours et se laisse même séduire par un sergent.

## Fiche technique
Sauf indication contraire, les informations mentionnées dans cette section peuvent être confirmées par la base de données cinématographiques IMDb,  présente dans la section « Liens externes ».
- Titre original : The Triple Echo
- Titre français : Triple Écho
- Titre alternatif américain : Soldier in Skirts
- Réalisation : Michael Apted
- Scénario : Robin Chapman, d'après le roman court The Triple Echo de Herbert Ernest Bates
- Photographie : John Coquillon
- Musique : Marc Wilkinson
- Production : Graham Cottle et Zelda Barron
- Pays de production :  Royaume-Uni
- Format : Couleur (Eastmancolor) - 1,85:1
- Genre : drame, romance
- Durée : 94 minutes
- Dates de sortie :
  - Royaume-Uni : 17 novembre 1972
  - France : 8 novembre 1973

## Distribution
- Glenda Jackson : Alice
- Oliver Reed : le sergent
- Brian Deacon (V. F. : Éric Legrand) : Barton
- Anthony May : un subalterne
- Gavin Richards : Stan
- Jenny Lee Wright : Christine
- Kenneth Colley : Provo Corporal
- Daphne Heard : le vendeur
- Zelah Clarke : la première fille
- Colin Rix : l'animateur

## Production
Le tournage a lieu dans le comté de Wiltshire.

## Commentaires
Ce film, précurseur de Tootsie et autre Madame Doubtfire, anticipe également sur des films plus sombres tels que The Crying Game de Neil Jordan, réalisé vingt ans plus tard.
Il s'agit de la première réalisation de Michael Apted pour le cinéma. Le film lui valut par ailleurs d'être nommé pour le Grand Prix au festival international du film de Moscou 1973.